# Іван IX
Іван IX (лат. Ioannes; ? — січень 900, Рим, Папська держава) — сто шістнадцятий папа Римський (січень 898 — січень 900). Не лише підтвердив рішення папи Теодора II щодо реабілітації папи Формоза, а й на синоді в Равенні ухвалив рішення про спалення документів синоду, на якому Формоз був засуджений.
Надав несподівану допомогу Ламберту II у його боротьбі з Арнульфом за трон імператора Священної Римської імперії.